# Лигумай (хутор)
Лигумай (лит. Lygumai) — хутор в северной части Литвы. Входит в состав Лигумайского староства Пакруойского района. По данным переписи Литвы 2011 года, население Лигумая составляло 13 человек.

## География
Хутор расположен в западной части района, на расстоянии 1 километр к западу от одноимённого местечка Лигумай. 

## Население
| 1902                           | 1923 | 1959 | 1970 | 1979 | 1989 | 2001 | 2011 |
| ------------------------------ | ---- | ---- | ---- | ---- | ---- | ---- | ---- |
| 36                             | 124  | 53   | 32   | 24   | 23   | 24   | 13   |
| Гистограмма динамики населения |      |      |      |      |      |      |      |